# Pe Donul liniștit (film din 1958)
Pe Donul liniștit  sau Donul liniștit (titlul original: în rusă Тихий Дон, transliterat: Tihii Don) este un film sovietic în trei părți din 1958 regizat de Serghei Gherasimov despre soarta cazacilor de pe Don la începutul secolului al XX-lea: în timpul Primului Război Mondial, Revoluția din 1917 și Războiul Civil Rus (1917-1922). Este creat în genurile dramatic, epic, de război. Rolurile principale au fost interpretate de actorii Piotr Glebov, Ellina Bîstrițkaia, Zinaida Kirienko, Danilo Ilcinco. Este o ecranizare a romanului omonim în patru părți Donul liniștit de Mihail Șolohov. Romanul a mai fost ecranizat prima dată în 1930, apoi (ca seriale de televiziune) în 2006 și 2015.

## Prezentare
Familia Melehov, a cazacilor de pe Don, locuiește într-un sat din sudul Rusiei. Grigori Melehov este un om robust, sfâșiat de pasiunea pentru prima sa iubire, Aksinia, și pentru soția sa, Natalia. Viața lui este ca o călătorie dureroasă de-a lungul Primului Război Mondial, Revoluției Ruse din februarie 1917 și consecințele acesteia și a Războiului Civil (1917-1923). Cazaci, agricultori și războinici tradiționali, suferă datorită celor mai dramatice evenimente din istoria Rusiei.

## Distribuție
- Piotr Glebov[2] - Grigori Melehov
- Ellina Bîstrițkaia[2] - Aksinia
- Zinaida Kirienko[2] - Natalia
- Liudmila Hitiaeva - Daria Melehova
- Danilo Ilcinco[2] - Pantelei Melehov
- Boris Novikov -  Mitka Korșunov
- Igor Dmitriev - Eugene Listnițki
- Vadim Zaharcenko - Prohor Zîkov
- Mihail Glujkî - Esaul Kalmîkov

## Producție
Filmările principale au avut loc la Dychenski (Диченский) - o localitate mică din districtul Kamensk din regiunea Rostov. Unele scene ale filmului au fost filmate în orașul Kamensk-Șahtinski.

## Lansare
A fost lansat în anii 1957–1958 și a avut parte de un mare succes comercial, fiind vizionat de 42,4 milioane de spectatori în cinematografele din Uniunea Sovietică.

## Premii
A primit Marele premiu – Globul de Cristal al Festivalului de Film de la Karlovy Vary în 1958 împreună cu filmul japonez Ibo kyoudai (Frații vitregi) regizat de Miyoji Ieki.
A primit premiul pentru cel mai bun film la Festivalul Unional de Film (în rusă Всесоюзный кинофестиваль, prescurtat ВКФ) - cel mai important festival de film al Uniunii Sovietice.